# Armeni in Italia
Gli Armeni in Italia o armeni italiani sono cittadini italiani di origine o cultura armena o cittadini armeni immigrati in Italia. La stima elaborata sui i dati del censimento permanente della popolazione parla di circa 1 214 armeni presenti in tutto il Paese, maggiormente concentrati in Lombardia, Lazio e Toscana.

## Storia
Nel 66 d.C. Nerone invitava a Roma il re armeno Tiridate I per l’incoronazione nel Foro dimostrando il forte legame fra gli Armeni e l’Italia. Nel Medio Evo, comunità armene si instaurarono in molte regioni italiane, colonie commerciali erano attive nelle città di Venezia, Livorno, Bari ed alcune strutture monastiche evidenziano la presenza armena per molti secoli.
Durante gli anni venti del Novecento, giunsero in Italia profughi armeni scampati al genocidio. In quegli anni, ad esempio, il poeta Hrand Nazariantz fondò il Villaggio "Nor Arax" presso Bari dove più di cento connazionali fecero rinascere l’arte della confezione dei celebri tappeti armeni.
Quattrocento orfane che le Suore armene dell'Immacolata Concezione riuscirono a salvare ed accogliere con l'aiuto dell’allora Pontefice Pio XI che dispose che queste bambine venissero ospitate nel Palazzo Pontificio di Castel Gandolfo dove rimasero fino al settembre del 1923 ed in seguito trasferite a Torino.
Attualmente la Diaspora Armena in Italia è composta da alcune migliaia di persone e le comunità più attive sono quelle di Roma, Milano, Padova, Venezia e Bari.

## Edifici e luoghi che testimoniano la presenza degli Armeni in Italia
- Bari – chiesa di san Giorgio degli Armeni, Chiesa di San Gregorio e villaggio Nor Arax, Khachkar di Bari, Consolato Onorario della Repubblica d'Armenia in Bari
- Brancaleone - borgo con varie grotte artificiali
- Bordighera – chiesa di san Bartolomeo degli Armeni
- Bruzzano Zeffirio – Rocca Armenia
- Firenze - chiesa di san Basilio degli Armeni
- Forenza – chiesa di santa Maria degli Armeni
- Genova – chiesa di san Bartolomeo degli Armeni
- Livorno – chiesa armena di San Gregorio illuminatore
- Matera– chiesa di santa Maria de Armenis
- Milano – chiesa di San Vittore e Quaranta martiri, Casa Armena (Hay Dun), Consolato Onorario della Repubblica d'Armenia in Milano
- Napoli – chiesa di San Gregorio Armeno e via San Gregorio Armeno
- Orvieto – chiesetta di Santo Spirito degli Armeni
- Padova - Palazzo Zacco Armeni sede de Collegio Moorat (poi a Parigi) della Congregazione Armena dal 1839 al 1861.
- Perugia – chiesa di san Matteo degli Armeni
- Pistoia – via degli Armeni
- Roma – Santa Maria Egiziaca, chiesa di san Biagio degli Armeni, Chiesa di san Nicola da Tolentino e Pontificio Collegio armeno, Casa generalizia delle Suore armene dell'Immacolata Concezione.
- Taranto – chiesa di sant’Andrea degli Armeni
- Trieste - chiesa dei mechitaristi Armeni
- Venezia – isola di san Lazzaro degli Armeni, Ca' Zenobio degli Armeni, Consolato Onorario della Repubblica d'Armenia in Venezia

## Eventi
Annualmente vengono organizzati in Italia numerosi eventi culturali in diverse città per commemorare la storia del genocidio Armeno. Il 24 aprile 2015 In occasione del centenario ci furono diverse manifestazioni in diversi luoghi del territorio nazionale.

## Demografia
Secondo l'Istituto Nazionale di Statistica c'erano 870 cittadini armeni in Italia nel 2014.
| 2014                                              | 870   |
| 2015                                              | 896   |
| 2016                                              | 1 007 |
| 2017                                              | 1 023 |
| 2018                                              | 1 137 |
| 2019                                              | 1 166 |
| 2020                                              | 1 214 |
| (Fonte: Istituto Nazionale di Statistica (ISTAT)) |       |